# Cristian Ansaldi
Cristian Daniel Ansaldi (ur. 20 września 1986 w Rosario) – argentyński piłkarz występujący na pozycji obrońcy we włoskim klubie Torino FC oraz w reprezentacji Argentyny. Posiada także obywatelstwo włoskie.

## Kariera
Ansaldi jest wychowankiem klubu Newell’s Old Boys wywodzącego się z jego rodzinnej miejscowości Rosario. W 2005 roku stał się członkiem kadry pierwszej drużyny, a w argentyńskiej Primera División zadebiutował 26 sierpnia w przegranym 0:2 wyjazdowym spotkaniu z Gimnasia y Esgrima Jujuy. W Newell’s Old Boys występował do końca roku 2007 i rozegrał dla niego łącznie 29 spotkań, w których zdobył dwa gole (oba w sezonie 2006/2007).
Na początku 2008 roku Ansaldi został zawodnikiem rosyjskiego Rubinu Kazań, a suma transferu wyniosła 3,6 miliona euro. Swoje pierwsze spotkanie w barwach Rubinu Argentyńczyk rozegrał 16 marca w zwycięskim 1:0 wyjazdowym meczu z Lokomotiwem Moskwa. Stał się podstawowym obrońcą Rubinu i w sezonie 2008 rozegrał 27 meczów, w których zdobył jedną bramkę, w meczu z Krylją Sowietow Samara (3:0). Przyczynił się do wywalczenia przez klub z Kazania pierwszego w historii tytułu mistrza Rosji. W 2009 roku ponownie został z Rubinem mistrzem kraju. W 2012 roku zdobył Puchar Rosji.
W 2013 roku Ansaldi przeszedł do Zenitu Petersburg. W tym sezonie rozegrał 9 meczów ligowych strzelając jednego gola w meczu z Anży Machaczakałą (mecz zakończył się wygraną Zenitu 3-0). Dodatkowo rozegrał 4 mecze w Lidze Mistrzów, z czego 3 w pełnym wymiarze czasowym (w ostatnim został zmieniony w 83 minucie w meczu z Austrią Wiedeń).
W sezonie 2014/15 był wypożyczony do Atlético Madryt, w barwach którego rozegrał 7 spotkań.
Po powrocie z Hiszpanii ponownie został wypożyczony, tym razem do włoskiej Genoi. Odgrywał tam kluczową rolę, rozgrywając w całym sezonie ligowym 24 spotkania.
Po udanym sezonie w Genoi zainteresowanie zakontraktowaniem zawodnika wykazywały Inter Mediolan i AS Roma. Ostatecznie trafił do Mediolanu, podpisując 3-letni kontrakt z Nerazzurri z możliwością przedłużenia umowy o rok. Kwota transferu wyniosła 4 miliony euro.